# Zoocria

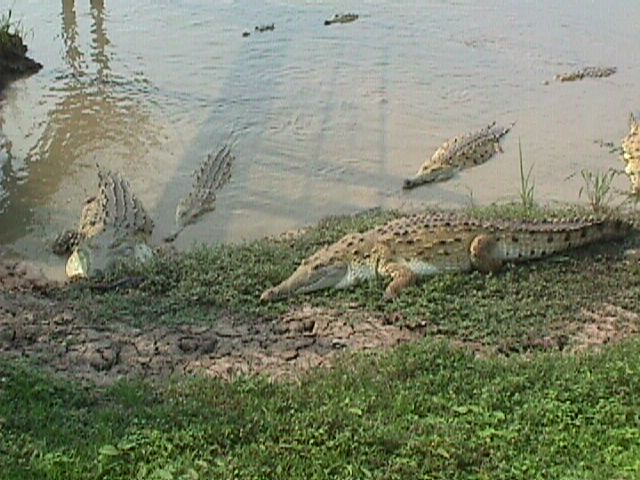
Zoocriador de cocodril de l'Orinoco (Crocodylus intermedius) en el Llano de Veneçuela.

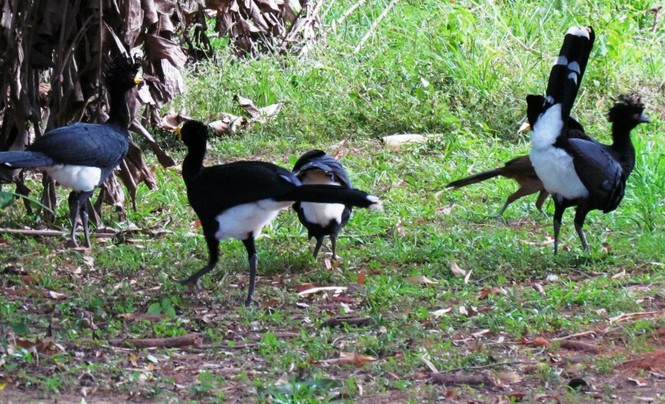
Zoocria de Crax daubentoni mantinguts en semicaptivat com a part d'un esforç per a repoblació a la regió de El Baúl, en el Llano de Veneçuela.

La zoocria és l'activitat de l'esser humà que involucra el maneig d'animals pertanyents a espècies no domèstiques, sota condicions de captivitat o semicaptivitat, amb la finalitat que a través del manteniment, creixement o reproducció dels individus s'atenguin necessitats de la ciència i de la conservació.

## Zoocriadors
El zoocriador és l'establiments on es realitza l'activitat de la zoocria.

## Captivitat i semicaptivitat
Es parla de captivitat quan els animals són mantinguts dins d'espais tancats o limitats per barreres físiques, generalment en densitats superiors a les de les poblacions silvestres.
En la semicaptivitat hi ha dues variants:
- Semicaptivitat de baixa densitat: els animals són mantinguts en espais tancats per barreres físiques però en espais molt amplis i en densitats semblants a les de les poblacions silvestres.

- Semicaptivitat sense barreres: en aquesta modalitat els animals són mantinguts totalment lliures, sense barreres físiques, però depenent de l'ésser humà per a la seva alimentació o reproducció. Generalment són animals mansos que no saben defensar-se per si sols en el  medi natural o estan en procés d'adaptació a la vida silvestre.

## La zoocria i la domesticació
Des de temps molt antics l'ésser humà van iniciar el procés de domesticar algunes espècies d'animals que li eren útils, ja sigui per gaudir de la seva companyia o per obtenir-ne alguna ajuda (transport, caça, llet, carn, ous, pell). Al llarg del temps la cria i la selecció dirigida  va produir canvis genètics en els animals, que progressivament es van anar diferenciant dels seus congèneres silvestres.
El terme ramaderia, a diferència del de zoocria, s'aplica a les activitats de l'ésser humà relacionades amb el maneig d'animals pertanyents a espècies domèstiques, amb finalitats productives. Hi ha, per exemple, la ramaderia bovina, cavallar, porcina, ovina, caprina, aviari (aus de corral), de búfals, d'ases i d'altres, menys conegudes. Fins i tot la cunicultura i l'apicultura són activitats ramaderes per definició.

## Funcions de la zoocria per a la conservació
Molts animals que es troben en perill d'extinció són cuidats i criats en zoocriadors amb la finalitat de reproduir-los i estudiar més el seu comportament i biologia. Tanmateix és important tenir present que de vegades aquests factors podrien variar pel mateix fet d'estar en captivitat. És aquests casos, quan es tracta de zoocriadors amb finalitats de conservació de l'espècie, és condició fonamental que el maneig en general, especialment l'alimentació, siguin el més semblant possible als quals l'animal trobaria en estat silvestre.
Per desenvolupar la zoocria cal conèixer la biologia de l'espècie a criar tan bé com sigui possible, per poder imitar les seves condicions en captivitat i aplicar les millors tècniques de maneig en bé de la productivitat, sense afectar el benestar dels animals.
La zoocria pot complir amb diverses funcions útils i importants per a la conservació de les espècies que són manejades, com sónː
- Producció d'individus per a la repoblació, reintroducció o refrescament de sang en poblacions disminuïdes o amenaçades d'extinció.
- Manteniment d'espècie els hàbitats naturals de la qual han estat degradats o ja han desaparegut i no tenen oportunitat en curt termini de sobreviure en poblacions lliures.
- Desenvolupament de recerques sobre la biologia i maneig d'espècies animals.
- Educació i sensibilització dels infants i del públic en general cap a la conservació de les espècies animals a través de les visites als zoocriadors i zoològics.

## Productivitat en la zoocria
En els zoocriadors es produeixen tres processos que faciliten el millorament progressiu de la productivitat:
- Els animals es van acostumant o aclimatant a les condicions d'allotjament (instal·lacions) i maneig (alimentari, reproductiu i sanitari) del zoocriador.
- Les persones encarregades del maneig dels animals en el zoocriador van aprenent a donar-los cada vegada millor maneig, i es van desenvolupant noves tècniques de maneig o millorant les existents perquè els animals estiguin en millors condicions i puguin desenvolupar el seu potencial reproductiu i de creixement.
- La «selecció natural» que ocorre dins del zoocriador opera a favor de l'adaptació genètica dels animals a les seves condicions de maneig i això permet que generació rere generació els animals vagin aconseguint millors índexs reproductius i de creixement (productivitat).